# Escac de muntanya
L'escac de muntanya (Melanargia russiae) és una espècie de lepidòpter papilionoïdeu de la família dels nimfàlids (Nymphalidae) present als Països Catalans.

## Distribució
S'estén de forma dispersa pel sud d'Europa, incloent el nord i centre de la península Ibèrica, sud-est de França, centre i sud d'Itàlia, i els Balcans. Absent de les principals illes mediterrànies, excepte el nord de Sicília. A l'Àsia, és present des de l'est de Turquia fins al centre del continent, incloent les muntanyes del Caucas, sud de Rússia des del sud dels Urals fins a l'oest de Sibèria, i est de Kazakhstan.
 A Catalunya, està restringida a bona part dels Pirineus, excepte la Vall d'Aran, i àrea central dels Prepirineus al Solsonès i Berguedà. Antigament, també s'havia citat als Ports de Tortosa-Beseit.

## Descripció
Envergadura alar d'entre 45 i 57 mm. Dimorfisme sexual poc evident pel color groguenc del revers de les femelles. Anvers de color blanc amb taques negres. L'ala anterior presenta una línia negra en ziga-zaga que travessa la cel·la. El revers és molt semblant a l'anvers, però l'ala anterior presenta la punta i marge blanquinosos i un ocel poc marcat. L'ala posterior té una sèrie d'ocels a la part exterior amb el centre de color blanc o blavós.

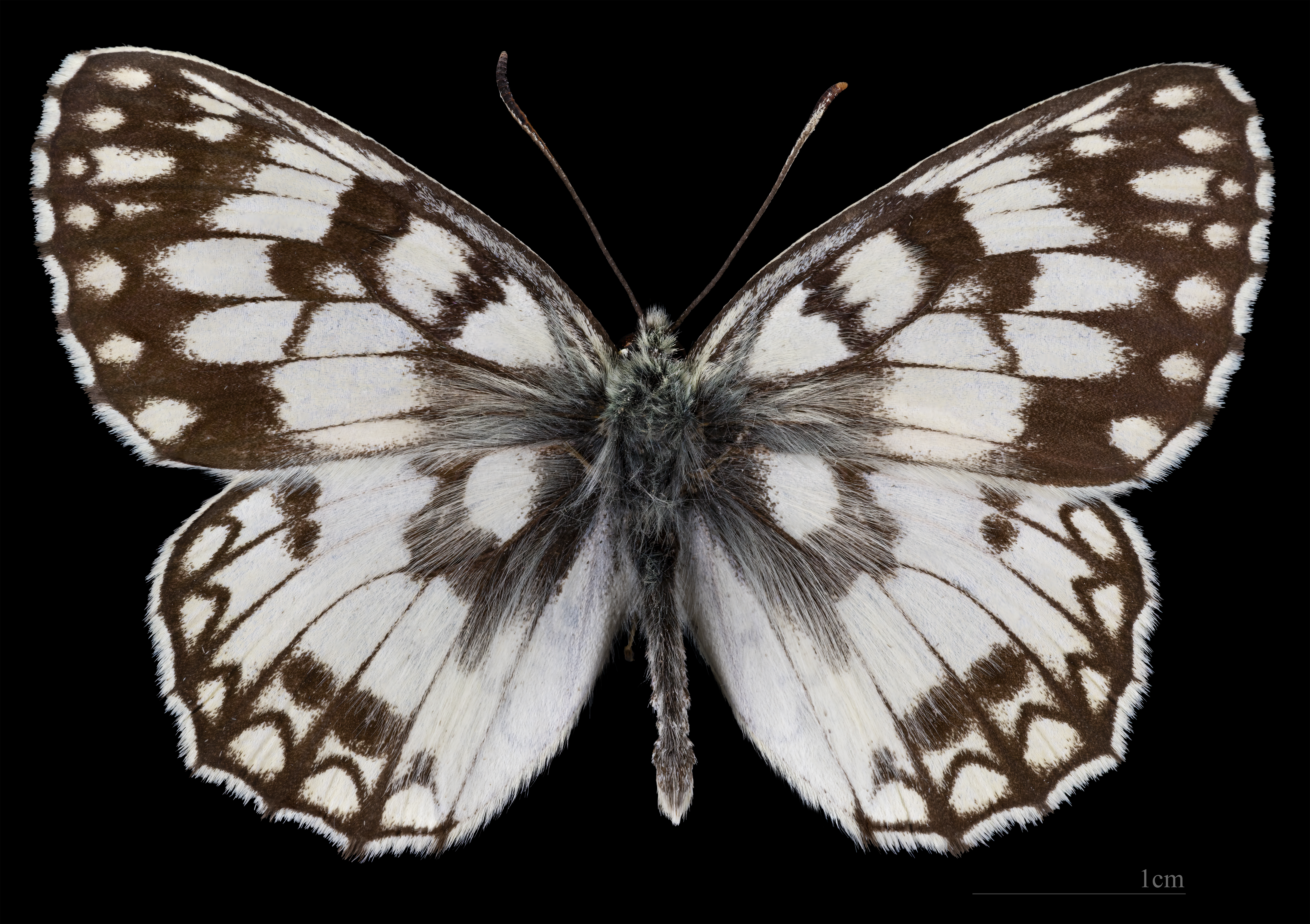
Melanargia russiae ♂
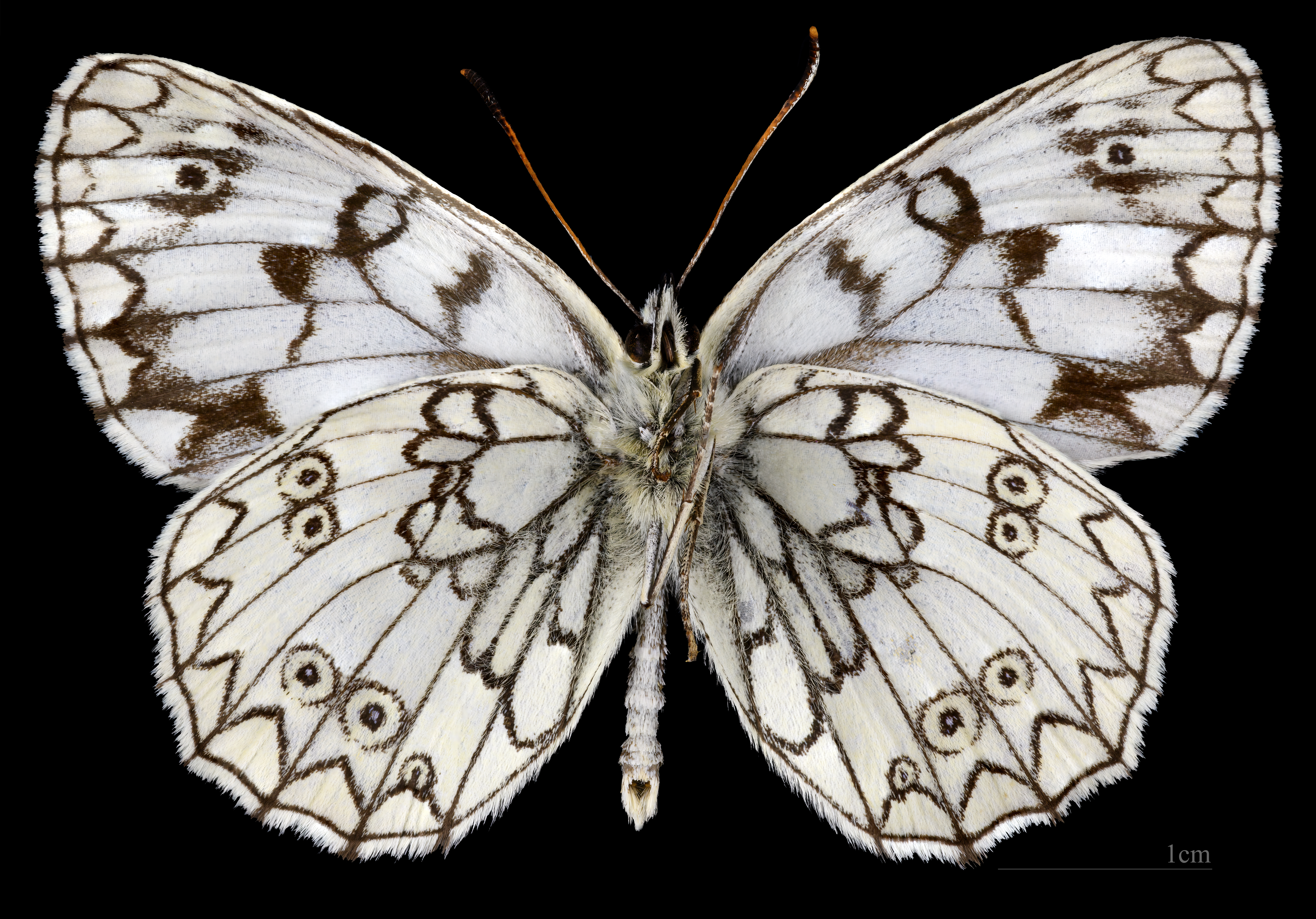
Melanargia russiae ♂ △
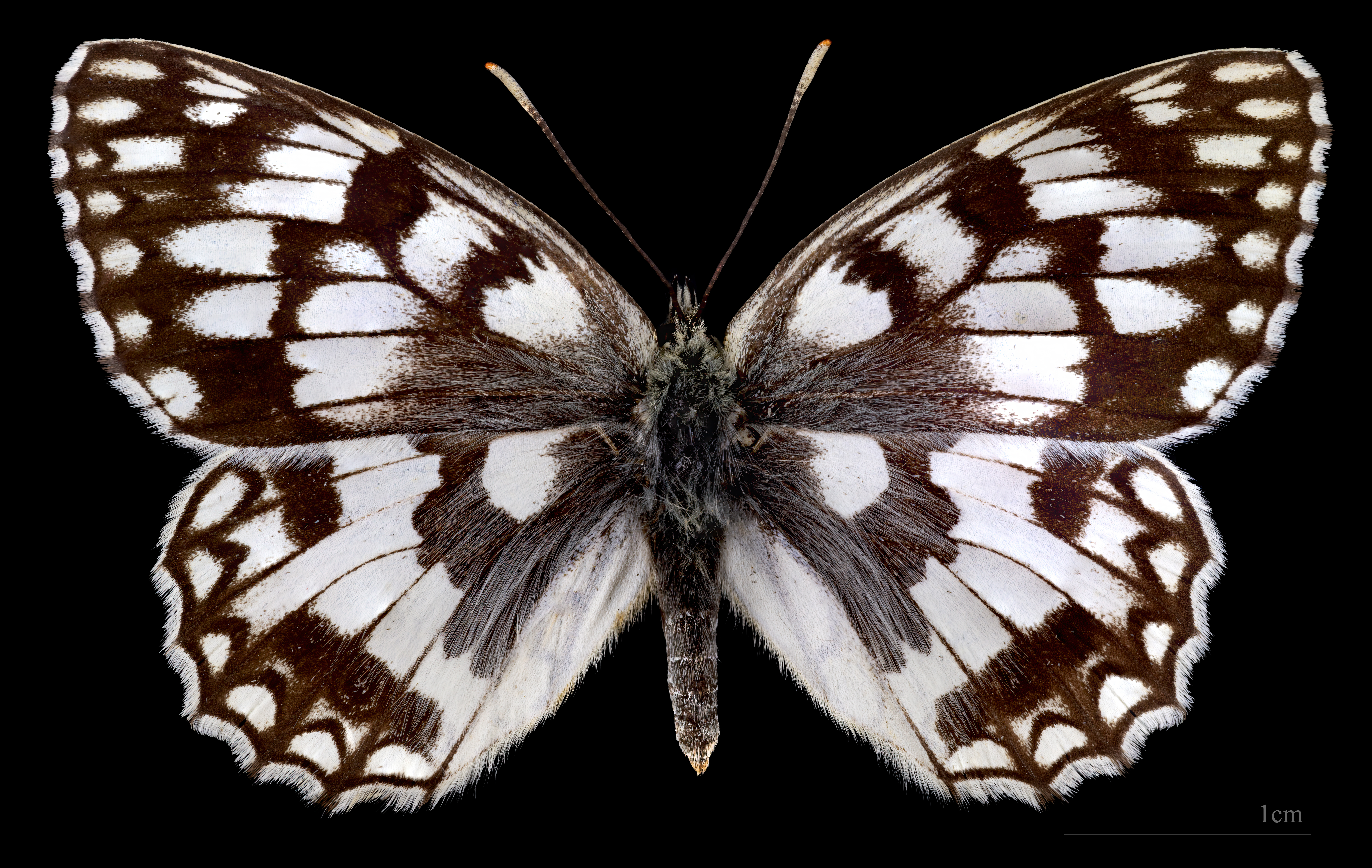
Melanargia russiae ♀
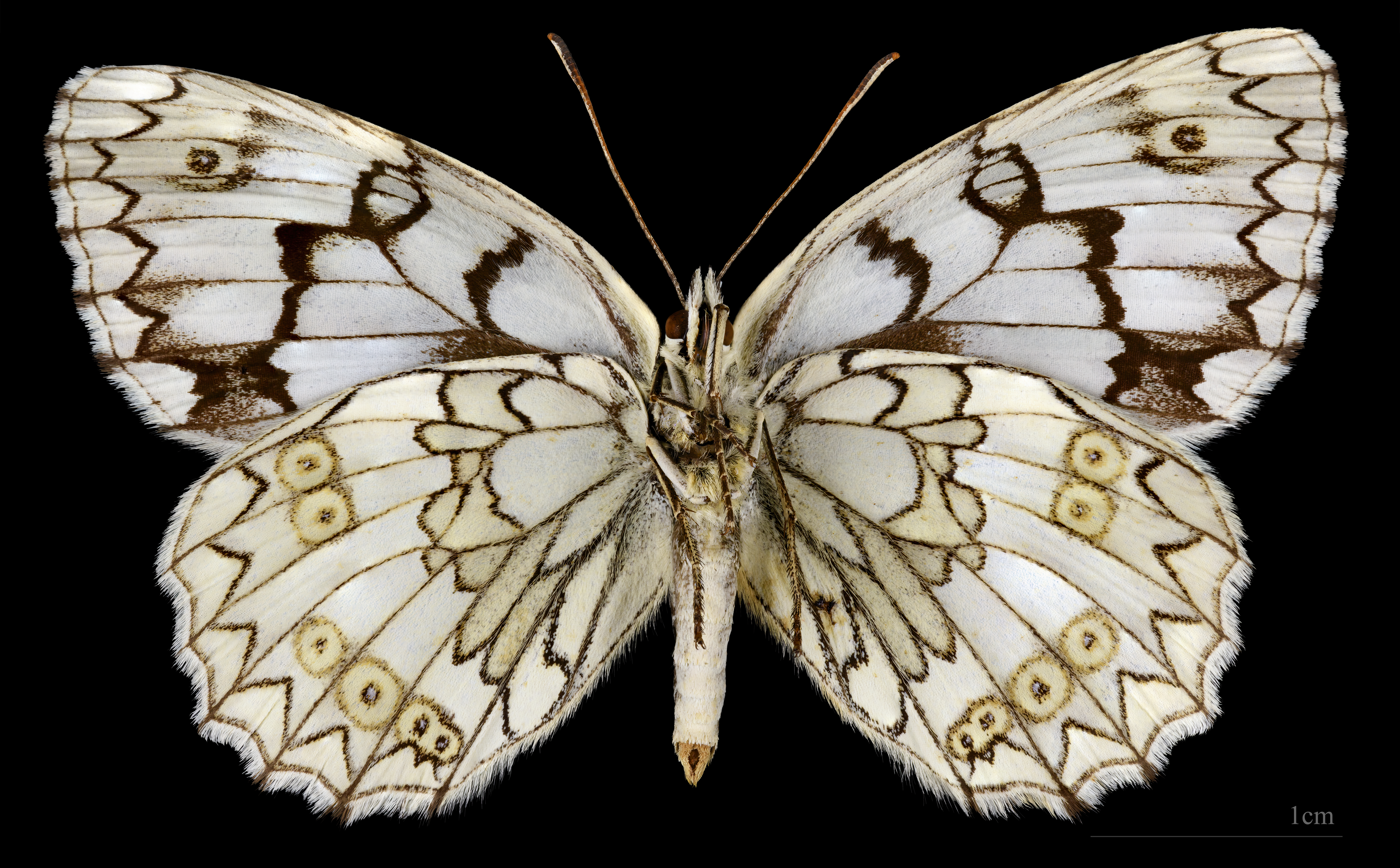
Melanargia russiae ♀ △

## Hàbitat
Prats secs, en zones obertes dins de matollars en pinedes esclarissades. Rang altitudinal des dels 600 m fins als 2100 m. L'eruga s'alimenta de gramínies, com ara Brachypodium, Stipa o Aegilops.

## Període de vol i hibernació
Vola en una sola generació entre finals de juny i mitjans d'agost. Hiberna com a eruga.

## Espècies ibèriques similars
- Melanargia lachesis
- Melanargia galathea
- Melanargia ines
- Melanargia occitanica